# Olivier Marchal
Olivier Marchal (Talence, 14 novembre 1958) è un attore, regista e sceneggiatore francese.

## Biografia
Ex poliziotto, Marchal è sposato con l'attrice Catherine Quiniou ed è padre di quattro figli. Nel 2005, ha ottenuto tre candidature ai Premi Cesar (miglior film, miglior regia, miglior sceneggiatura) per il film 36 Quai des Orfèvres . Nel gennaio 2010 è stato nominato Cavaliere dell'Ordre des Arts et des Lettres. Nel maggio 2022, Marchal si è rifiutato di partecipare a Face à Baba, lo show politico di Cyril Hanouna, a causa della presenza di Jean-Luc Mélenchon, di cui ha criticato le posizioni nei confronti della polizia francese.

## Filmografia

### Attore

#### Cinema
- Ne réveillez pas un flic qui dort, regia di José Pinheiro (1988)
- Profil bas, regia di Claude Zidi (1993)
- L'extraterrestre, regia di Didier Bourdon (2000)
- 36 Quai des Orfèvres, regia di Olivier Marchal (2004)
- Non dirlo a nessuno (Ne le dis à personne), regia di Guillaume Canet (2006)
- Truands, regia di Frédéric Schoendoerffer (2007)
- Scorpion, regia di Julien Seri (2007)
- Un roman policier, regia di Stéphanie Duvivier (2008)
- Le bruit des gens autour, regia di Diastème (2008)
- Anything for Her (Pour elle), regia di Fred Cavayé (2008)
- Diamond 13 (Diamant 13), regia di Gilles Béhat (2009)
- Quelque chose à te dire, regia di Cécile Telerman (2009)
- Le fils à Jo, regia di Philippe Guillard (2011)
- Un p'tit gars de Ménilmontant, regia di Alain Minier (2013)
- Paris Countdown (Le jour attendra), regia di Edgar Marie (2013)
- Belle comme la femme d'un autre, regia di Catherine Castel (2014)
- Fastlife, regia di Thomas Ngijol (2014)
- Ibiza, regia di Arnaud Lemort (2019)
- Papi Sitter, regia di Philippe Guillard (2020)
- Bonne Conduite, regia di Jonathan Barré (2023)
- Pour l'honneur, regia di Philippe Guillard (2023)

#### Cortometraggi
- Le dur métier de policier, regia di Vincent Ravalec (1996)
- Les vacances, regia di Emmanuelle Bercot (1997)
- La puce, regia di  Emmanuelle Bercot (1999)
- Le gang des TV, regia di Artus de Penguern (1999)
- Une simple histoire d'amour, regia di Jean-Luc Mathieu (2006)
- Le sixième homme, regia di Julien Lacombe e Pascal Sid (2006)
- Flics de quartier, regia di Nicolas Filali e Christian Lyon (2012)
- Mae West, regia di Charles Guérin Surville (2013)
- Coup d'feu, regia di Pierre-André Gilard (2018)
- Gimme Shelter, regia di Keith Parmer (2018)
- Marie et les Choses, regia di Camille Landru-Girardet ed Esteban Vial (2021)

#### Televisione
- Renseignements généraux – serie TV, 4 episodi (1990-1994)
- Brigada central 2: La guerra blanca – serie TV, episodio 1x01 (1992)
- Van Loc: un grand flic de Marseille – serie TV, 2 episodi (1992-1993)
- Prat et Harris, regia di Philippe Setbon – film TV (1993)
- A Year in Provence – serie TV, episodio 1x04 (1993)
- Il commissario Moulin (Commissaire Moulin) – serie TV, 4 episodi (1993-2000)
- Highlander – serie TV, episodio 3x16 (1995)
- La femme piégée, regia di Frédéric Compain – film TV (1995)
- Les boeuf-carottes – serie TV, episodio 1x03 (1997)
- Quai nº 1 – serie TV, 12 episodi (1997-2001)
- Joséphine, ange gardien – serie TV, episodio 3x01 (1999)
- Un coeur pas comme les autres, regia di André Buytaers – film TV (1999)
- Marc Eliot – serie TV, episodio 2x01 (2000)
- La petite absente, regia di José Pinheiro – film TV (2000)
- Police District – serie TV, 12 episodi (2000-2003)
- Chut!, regia di Philippe Setbon – film TV (2002)
- Capitaine Lawrence, regia di Gérard Marx – film TV (2003)
- La tresse d'Aminata, regia di Dominique Baron – film TV (2004)
- Les robinsonnes, regia di Laurent Dussaux – film TV (2004)
- Paul Sauvage, regia di Frédéric Tellier – film TV (2004)
- Éliane, regia di Patrick Rotman – film TV (2005)
- L'enfant d'une autre, regia di Virginie Wagon – film TV (2006)
- Les innocents, regia di Denis Malleval – film TV (2006)
- Chez Maupassant – serie TV, episodio 1x01 (2007)
- Confidences – miniserie TV (2007)
- La saison des immortelles, regia di Henri Helman – film TV (2009)
- Un petit mensonge, regia di Denis Malleval – film TV (2009)
- On se quitte plus, regia di Laurence Katrian – film TV (2012)
- Palmashow, l'émission – serie TV, episodio 1x07 (2013)
- Vaugand – serie TV, 3 episodi (2013-2014)
- Mon frère bien-aimé, regia di Denis Malleval (2016)
- Delitto a... (Meurtres à…) – serie TV, episodi 4x03-9x07 (2016, 2021)
- Les Innocents – serie TV, 6 episodi (2018)
- Jacqueline Sauvage: c'était lui ou moi, regia di Yves Rénier – film TV (2018)
- Crimes parfaits – serie TV, episodio 2x01 (2018)
- I fiumi di porpora - La serie (Les Rivières pourpres) – serie TV (2018-2022)
- La Promesse – miniserie TV (2020)
- OPJ - Pacifique Sud – serie TV, episodi 2x01-2x02 (2021)
- Hashtag Boomer – serie TV, 4 episodi (2021)
- Mort sur la piste, regia di Philippe Dajoux – film TV (2023)
- Un gars, une fille (au pluriel) – serie TV (2023)

### Regista

#### Cinema
- Un bon flic – cortometraggio (1999)
- Gangsters (2002)
- 36 Quai des Orfèvres (2004)
- L'ultima missione (MR 73) (2008)
- A Gang Story (Les Lyonnais) (2011)
- La truffa del secolo (Carbone) (2017)
- Rogue City (Bronx) (2020)
- Overdose (2022)
- Bastion 36 (2025)

#### Televisione
- Braquo (2009)
- Pax Massilia (2023)

#### Video musicali
- Beethoven, canzone di Michel Sardou dall'album Hors format (2006)

### Sceneggiatore
- Van Loc: un grand flic de Marseille (1993)
- La femme piégée (1995)
- François Kléber (1995-1996)
- Groupe nuit (1996)
- La Basse-cour (1997)
- Un bon flic – cortometraggio (1999)
- Commissaire Moulin (1994-2001)
- Gangsters (2002)
- 36 Quai des Orfèvres (2004)
- Une simple histoire d'amour (2006)
- L'ultima missione (MR 73) (2008)
- Flics (2008)
- Braquo (2009)
- Diamond 13 (Diamant 13) (2009)
- Central nuit (2001-2009)

## Teatro
- Oncle Vania, di Anton Čechov, regia di Catherine Brieux. Théâtre Les Cinq Diamants (1990)
- Les Sincères, di Marivaux, regia di Christiane Casanova. Théâtre La Balle au Bond (1994)
- L'Auteur, di Vincent Ravalec, regia di Christiane Casanova. Théâtre de Tourtour (1995)
- Une nuit avec Sacha Guitry, regia di Christophe Luthringer e Jacques Decombe. Théâtre Rives Gauche - Théâtre Grévin (1997-1998)
- Du riffoin dans les labours, regia di Christian Dob. Théâtre de Clermont Ferrand - Comédie Gallien di Bordeaux (1997)
- Ladies Night, di Antony Mc Carten, Stephen Sinclair e Jacques Collard, regia di Jean-Pierre Dravel e Olivier Macé. Théâtre Rive-Gauche (2000)
- Sur un air de tango, di Isabelle de Toledo. Théâtre de Poche Montparnasse (2005-2006)
- Pluie d’enfer, di Keith Huff, regia di Benoît Lavigne, La Pépinière-Théâtre (2011)
- Rendez-vous au grand café, di Daniel Glattauer, regia di Alain Ganas, Théâtre des Bouffes-Parisiens (2012)
- Nénesse, di Aziz Chouaki, regia di Jean-Louis Martinelli, Théâtre Déjazet (2018)

## Doppiatori italiani
In italiano Olivier Marchal è stato doppiato da:
- Nino Prester in 36 Quai des Orfèvres
- Paolo Marchese in Non dirlo a nessuno
- Luca Biagini in Anything for Her
- Enrico Maggi in Diamond 13
- Antonio Sanna in Paris Countdown
- Angelo Maggi in Police District
- Pasquale Anselmo ne I fiumi di porpora - La serie